# Asmate latestrigaria
Asmate latestrigaria là một loài bướm đêm trong họ Geometridae.